# Шишлянников, Виктор Иванович
Ви́ктор Ива́нович Шишлянников (1923—1954) — старший лейтенант Советской Армии, участник Великой Отечественной войны, Герой Советского Союза (1943).

## Биография
Виктор Шишлянников родился 26 апреля 1923 года в городе Дубовка (ныне — Волгоградской области).
В 1931 году переехал на станцию Шортанды Целиноградской области Казахской ССР, где окончил восемь классов школы.
В мае 1942 года Шишлянников был призван на службу в Рабоче-крестьянскую Красную Армию и направлен на фронт Великой Отечественной войны. К сентябрю 1943 года старший сержант Виктор Шишлянников командовал орудием 1-й батареи 691-го артиллерийского полка 237-й стрелковой дивизии 40-й армии Воронежского фронта. Отличился во время битвы за Днепр.
В сентябре 1943 года Шишлянников переправился через Днепр в районе села Гребени Кагарлыкского района Киевской области Украинской ССР и углубился в лесной массив на полтора километра, после чего открыл огонь по позициям противника, уничтожив около 2 рот пехоты. Действия Шишлянникова способствовали ликвидации угрозы прорыва вражеских войск с фланга полка.
Указом Президиума Верховного Совета СССР от 24 декабря 1943 года старший сержант Виктор Шишлянников был удостоен высокого звания Героя Советского Союза с вручением ордена Ленина и медали «Золотая Звезда» за номером 3276.
После окончания войны Шишлянников продолжил службу в Советской Армии. Ускоренным курсом окончил Пензенское артиллерийское училище.
Скоропостижно скончался 30 июня 1954 года.
Был также награждён орденом Красной Звезды и рядом медалей.

## Память
В честь Шишлянникова названы улица и парк в Дубовке, улица в Шортанды.